# Grand projet de ville
Pour les articles homonymes, voir GPV.
 (février 2025).
Un grand projet de ville était, en France, totalement intégré au contrat de ville (cadre politique de la ville) qu’il vient renforcer afin d’obtenir un effet de masse susceptible d’améliorer effectivement les conditions de vie des habitants et de marquer en profondeur, de manière durable, la transformation d’image et la perception du quartier.
Le contrat de ville doit précéder le GPV et prévoir l’accueil du GPV sous la forme d’avenant(s) ou de complément aux documents constitutifs du contrat.
En 2007, les contrats urbains de cohésion sociale (CUCS) ont remplacé les contrats de ville.

## Objectif
Mettre en œuvre des opérations de renouvellement urbain dans le but d’amplifier et d’ancrer dans la durée le projet social et économique conduit dans le cadre du contrat de ville; ceci en cherchant à traiter les causes socio-économiques de la marginalisation des quartiers dits "en difficulté" tout en transformant leur image et leur statut au sein de l’agglomération afin de mettre un terme à la considération du quartier comme quartier à part, distinct du reste de l'agglomération.

## Conduite de projet
L’organisation de la conduite du projet (le pilotage politique, le pilotage technique, la direction de projet) doit être formalisée par des instances et des règles de fonctionnement. Cela peut être fait sous forme conventionnelle.
Cependant l’institutionnalisation de l’organisation du projet sous la forme d’une structure juridique lui donne plus de pérennité et de force. Le GIP (groupement d'intérêt public) paraît aujourd’hui la solution appropriée.

## Évolution
Avec la loi d’orientation et de programmation pour la ville et la rénovation urbaine du 1er août 2003, les GPV en ZUS seront transformés en opérations de rénovation urbaine et les GPV hors ZUS également, sous réserve d’une demande formelle de la dérogation de l’article 6 de la dite loi.

## Source
- Délégation Interministérielle à la Ville (DIV)